# Sudanonautes aubryi
Sudanonautes aubryi е вид десетоного от семейство Potamonautidae. Видът не е застрашен от изчезване.

## Разпространение и местообитание
Разпространен е в Бенин, Габон, Гана, Камерун, Кот д'Ивоар, Нигерия и Того.
Обитава сладководни басейни, реки и потоци.

## Описание
Популацията на вида е стабилна.